# Psathyropus roeweri
Psathyropus roeweri is een hooiwagen uit de familie Sclerosomatidae.